# Papirus 40
Papirus 40 (według numeracji Gregory-Aland), oznaczany symbolem {\displaystyle {\mathfrak {P}}^{40}} – grecki rękopis Nowego Testamentu, spisany w formie kodeksu na papirusie. Paleograficznie datowany jest na III wiek. Zawiera fragmenty Listu do Rzymian.

## Opis
Zachowało się siedem fragmentów kodeksu z tekstem Listu do Rzymian 1,24-27; 1,31-2,3; 3,21-4,8; 6,4-5.16; 9,16-17.27. Oryginalne karty miały rozmiar 19 na 30 cm, tekst pisany w jednej kolumnie na stronę, 35 linijek w kolumnie, 22-26 liter w linijce. Nomina sacra pisane były skrótami.
Charakter pisma jest raczej niestaranny, jakkolwiek ręka skryby była wprawiona w pisaniu dokumentów.

## Tekst
Tekst grecki rękopisu reprezentuje tekst aleksandryjski, Kurt Aland ocenił jego tekst jako "wolny" ale ze względu na wiek zaklasyfikował go do kategorii I. Tekst rękopisu jest bliższy dla Kodeksu Synajskiego niż dla Kodeksu Aleksandryjskiego i Watykańskiego.

## Historia
Fragmenty rękopisu odkryto w Fajum. Tekst rękopisu opublikowany został przez Friedricha Bilabel w 1924 roku, następnie przez Schofielda. Ernst von Dobschütz umieścił go na liście rękopisów Nowego Testamentu, w grupie papirusów, dając mu numer 40.
Bilabel datował rękopis na V/VI wiek, Schofield na koniec wieku VI. Aland redatował go na wiek III. Za III wiekiem opowiedzieli się również inni paleografowie, jak np. Philip Comfort. Styl pisma jest bliski dla {\displaystyle {\mathfrak {P}}^{35}}, który początkowo datowany był na VII wiek, a później został redatowany na III wiek.
Obecnie przechowywany jest w bibliotece Uniwersytetu w Heidelbergu (Inv. no. 45).